# Моссад
Мосса́д (івр. המוסד למודיעין ולתפקידים מיוחדים, Ha-Mōśād le-Mōdī`īn ū-le-Tafqīdīm Meyūhadīm; га-Мосад ле-модіін у-лє-тафкідім меюхадім — «Відомство розвідки і спеціальних завдань»; спрощ. івр. מוסד, Мосад) — зовнішня розвідувальна служба Ізраїлю, одна з трьох основних спецслужб Ізраїлю поряд з АМАНом (Управлінням військової розвідки) та ШАБАКом. Також його називають «політичною розвідкою» Ізраїлю, за своїм призначенням та функціями подібний до ЦРУ. Вважається однією з найбільш ефективних і професійних спецслужб у світі.
До сфери діяльності Моссаду входять безпосередньо розвідка (збір інформації), проведення різних операцій під прикриттям та контртерористичних операцій. Моссад не пов'язаний із жодним із демократичних інститутів Ізраїлю, його діяльність не регулюється законодавством Ізраїлю жодним чином (навіть Основними законами), тому нерідко Моссад характеризується як «держава в державі» або глибинна держава.
Відомості про бюджет та чисельність співробітників «Моссаду» фактично мають характер державної таємниці. За деякими оцінками, щорічний бюджет становить 10 млрд шекелів (близько 2,73 млрд доларів США), а до лав розвідслужби залучено близько 7 тисяч осіб: за цими показниками серед країн західного світу Моссад поступається лише ЦРУ.

## Логотип та девіз
На емблемі організації зображена менора, яка є гербом Держави Ізраїль, і девіз:
Народ падає з бра́ку розумного про́воду, при числе́нності ж ра́дників спасі́ння буває. (Прип. 11:14.).
Водночас до недавнього часу девізом Моссаду був інший вірш з тієї ж книги:
Тому́ то провадь війну мудрими ра́дами. (Прип. 24:6).

## Розташування
Головний офіс організації розташований у Тель-Авіві на бульварі царя Шауля. Основні оперативні підрозділи з 1989 року розташовані в передмістях Тель-Авіва. Кількість працівників орієнтовно становить 1200 осіб. З 1 червня 2021 року керівником (директором) відомства є Давид Барнеа.

## Основні цілі та задачі
Моссад збирає й аналізує розвідувальну інформацію, а також проводить таємні спеціальні операції за межами країни.
Основними напрямками діяльності організації «Моссад» є:
- Таємний збір інформації за межами Ізраїлю.
- Запобігання терористичній діяльності проти ізраїльських та єврейських об'єктів за кордоном.
- Розвиток і підтримка особливих таємних зв'язків за кордоном.
- Запобігання розробці та купівлі запасів неконвенційної зброї ворожими державами.
- Здійснення репатріації євреїв з країн, офіційний виїзд до Ізраїлю з яких є неможливим.
- Отримання стратегічної, політичної та оперативної розвідувальної інформації.
- Виконання особливих операцій за межами Ізраїлю.

## Методи роботи
Реувен Шілоах — перший директор Моссаду:
Ізраїльська розвідка повинна виконувати роль гаранта безпеки євреїв по всьому світу. Таємна діяльність повинна ґрунтуватись на сучасних технологіях, використовувати найновіші досягнення в області шпигунства, підтримуючи зв'язки з дружніми службами.[джерело?]
Шілоах сформулював так звану «Периферійну концепцію» — пріоритетність встановлення та розвитку зв'язків із країнами Африки та Азії, які не перебували в безпосередній близькості до Ізраїлю.

## Загальна інформація та особливості
Діяльність Моссаду глибоко засекречена, й інформація про цю спецслужбу та її роботу з'являється, як правило, або через багато років після подій, або внаслідок невдач і провалів. До кінця 1990-х офіційно не розголошувалося навіть ім'я начальника служби.
Служба Моссаду — офіційно цивільна структура, тому в ній не використовуються військові звання.

## Керівники Моссаду
| Ім'я директора | Вступ на посаду      | Відставка            |
| -------------- | -------------------- | -------------------- |
| Реувен Шілоах  | 13 грудня 1949 року  | 12 вересня 1952 року |
| Ісер Гарель    | 13 вересня 1952 року | 26 березня 1963 року |
| Меїр Аміт      | 27 березня 1963 року | Початок 1968 року    |
| Цві Замір      | 1968                 | 1974                 |
| Іцхак Хофі     | 1974                 | 26 червня 1982 року  |
| Нахум Адмоні   | 27 червня 1982 року  | 1989                 |
| Шабтай Шавіт   | 1989                 | 1996                 |
| Дані Ятом      | 1996                 | 24 лютого 1998 року  |
| Ефраїм Галеві  | 25 лютого 1998 року  | 1 жовтня 2002 року   |
| Меїр Даган     | 2 жовтня 2002 року   | 31 грудня 2010 року  |
| Тамір Пардо    | 6 січня 2011 року    | 6 січня 2016 року    |
| Йосі Коен      | 6 січня 2016 року    | 1 червня 2021        |
| Давід Барнеа   | 1 червня 2021 року   |                      |